# Barraca del camí dels Muntanyesos XV
La Barraca del camí dels Muntanyesos XV és una obra del Pla de Santa Maria (Alt Camp) inclosa a l'Inventari del Patrimoni Arquitectònic de Catalunya.

## Descripció
Es tracta d'un petit aixopluc de planta ovalada, sense raconeres a l'entrada i orientat al nord-est. La construcció està envoltada per un mur a la seva part exterior que no arriba al portal per cap de les dues bandes, en el costat de migdia s'havia habilitat una menjadora.
A l'interior hi ha la falsa cúpula amb una alçada màxima de 2'20m i un armari. De fondària mesura 2m i d'amplada 1'40m.